# Nancy Genzel Abouke
Nancy Genzel Abouke (ur. 5 lipca 2003) – nauruańska sztangistka, olimpijka z Tokio 2020, wicemistrzyni Oceanii.
Podczas igrzysk olimpijskich w Tokio była chorążym reprezentacji Nauru.

## Udział w zawodach międzynarodowych
| Impreza                                            | Rok  | Miejsce      | Kategoria | Wynik  | Wynik   |
| Impreza                                            | Rok  | Miejsce      | Kategoria | Punkty | Miejsce |
| -------------------------------------------------- | ---- | ------------ | --------- | ------ | ------- |
| Igrzyska olimpijskie                               | 2020 | Tokio        | do 76 kg  | 203    | 10.     |
| Mistrzostwa Oceanii w podnoszeniu ciężarów         | 2018 | Le Mont-Dore | do 58 kg  | 162    | srebro  |
| Mistrzostwa Oceanii w podnoszeniu ciężarów         | 2019 | Apia         | do 64 kg  | 190    | 4.      |
| Mistrzostwa Oceanii w podnoszeniu ciężarów         | 2021 | online       | do 71 kg  | DNF    | DNF     |
| Mistrzostwa świata juniorów w podnoszeniu ciężarów | 2019 | Suva         | do 64 kg  | DNF    | DNF     |